# Jacques de Molay

Stema lui Jacques de Molay

Jacques de Molay (franceză: [də mɔlɛ]; c. 1243 – 18 martie 1314), scris uneori și Molai, a fost cel de al 23-lea și ultimul mare Maestru al Cavalerilor Templieri, care a condus Ordinul din 20 aprilie 1292 până când acesta a fost dizolvat prin ordinul papei Clement V, în 1307. Deși se cunoaște puțin despre viața și faptele sale, cu excepția ultimilor ani în care a ocupat funcția de Mare Maestru, el este unul dintre cei mai cunoscuți Templieri.
În calitatea sa de Mare Maestru, Jacques de Molay, a reformat Ordinul, și a încercat readucerea acestuia la situația din Țara Sfântă din vremurile de glorie ale Cruciadelor. Însă sprijinul european pentru Cruciade s-a diminuat și alte forțe intenționau să desființeze Ordinul și să revendice averea Templierilor. Regele Filip al IV-lea al Franței, înglodat în datorii după ce a împrumutat bani de la Templieri, l-a arestat pe Molay și pe mulți alți Templieri, în anul 1307 și i-a torturat pentru a face mărturisiri false. Când Molay mai târziu și-a retractat mărturisirea, Filip l-a ars pe o schelă pe o insulă de pe râul Sena în fața catedralei Notre Dame de Paris în martie 1314. Sfârșitul brusc și brutal al Ordinului Templierilor, după o istorie de două secole, și executarea ultimului său Mare Maestru, l-a transformat pe Jacques de  Molay într-o figură legendară.

## Tinerețea

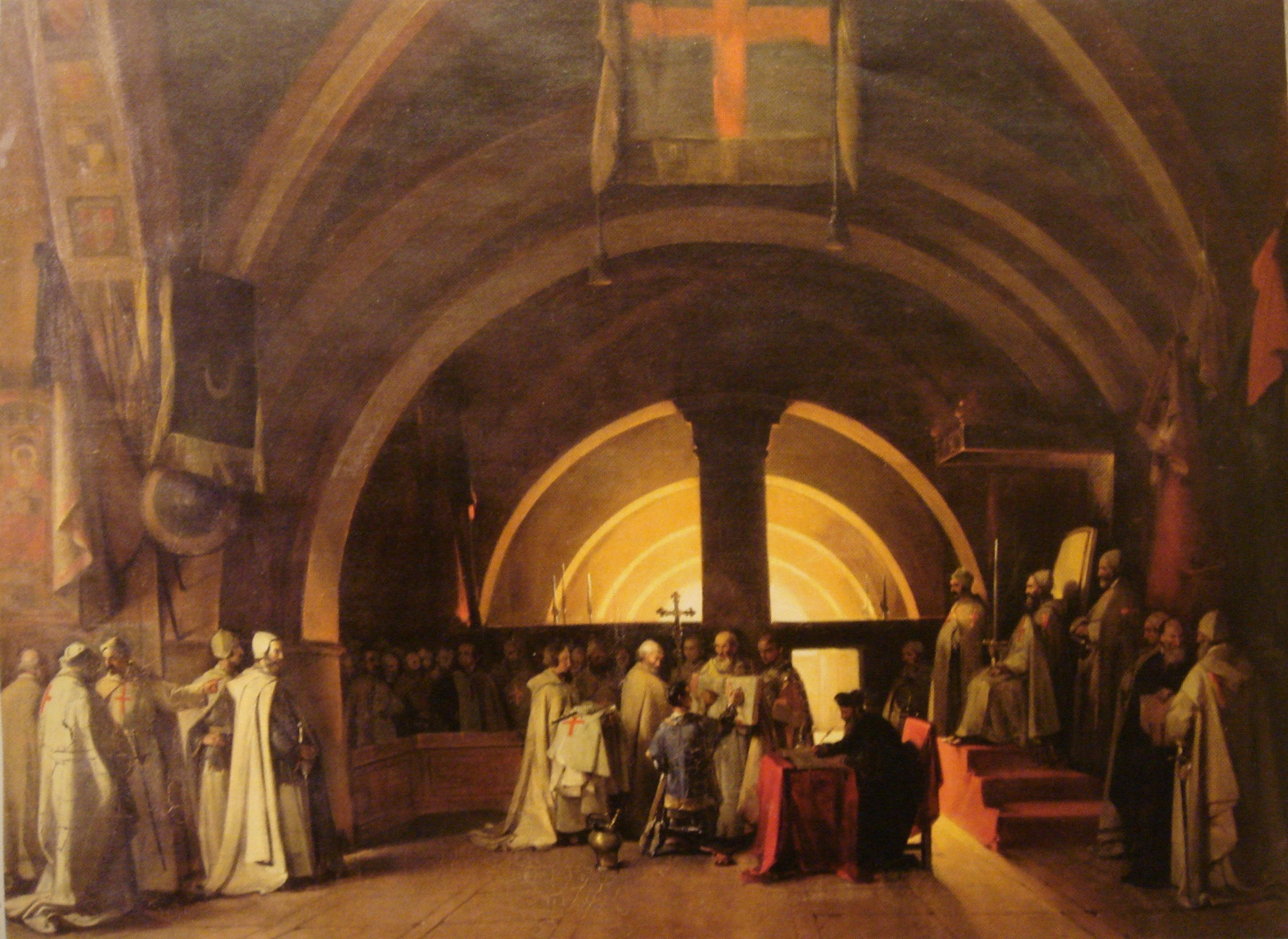
Hirotonirea lui Jacques de Molay în 1265 în calitate de Cavaler Templier, la Comanderia Beaune Pictura de Marius Granet (1777-1849).

Se cunoaște puțin din copilăria sa, dar Jacques de Molay s-a născut probabil în Molay, Haute-Saône, în Comitatul Burgundia, la acel timp un teritoriu condus de Otto III, ca parte a Sfântului Imperiu Roman, și în timpurile moderne în regiunea Franche-Comté, din nord-estul Franței. Anul de naștere nu este sigur, dar, judecând după declarațiile făcute în timpul procesului, a fost, probabil, 1250. El s-a născut, ca majoritatea cavalerilor templieri, într-o familie cu rang nobiliar. S-a sugerat că a fost numit cavaler de la vârsta de 21 de ani, în 1265, și este cunoscut faptul că el a fost executat în 1314, în vârstă de aproximativ 70 de ani. Dacă aceste date sunt corecte, concluzia este ca el s-a născut la 1244.

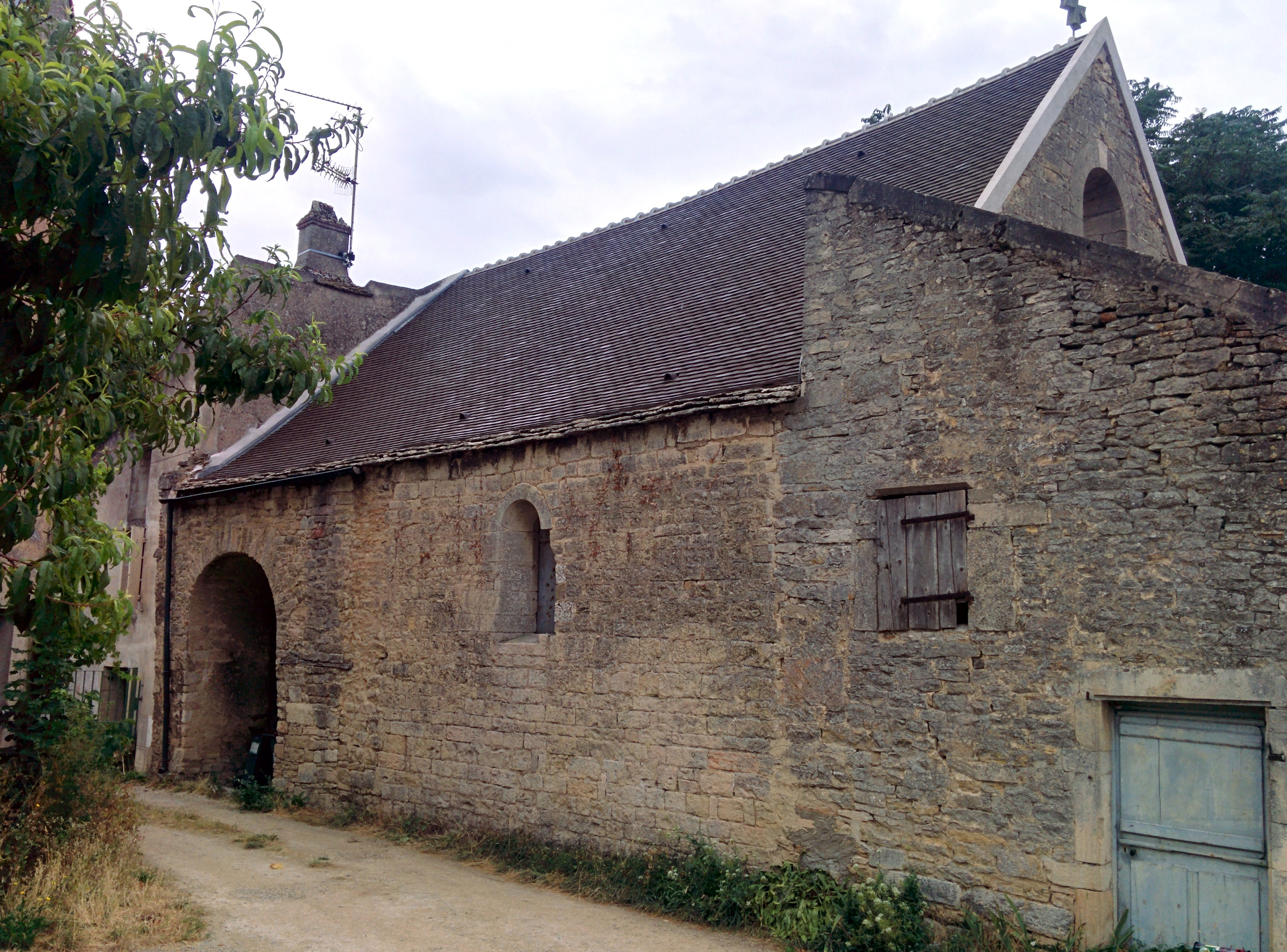
Capela de la comandamentul Beaune în zilele noastre, unde Jacques de Molay a fost făcut Cavaler Templier.

În 1265, la vârsta de aproximativ 25 de ani, el a fost primit în Ordinul Templierilor într-o capelă de la Comanderia Beaune, de Humbert de Pairaud, supraveghetor ecleziastic al Franței și al Angliei. Un alt Cavaler Templier proeminent prezent a fost Amaury de la Roche,  Maestru Templier al provinciei Franța.
În jurul anului 1270, Molay a mers spre est (Outremer), dar nu s-au găsit înregistrări despre activitățile sale pentru următorii douăzeci de ani.

## Marele Maestru
După căderea cetății Acra cucerită de mamelucii egipteni în 1291, Francii (un nume folosit în Levant pentru Catolicii Europeni) care au reușit să scape s-au retras în insula Cipru. A devenit sediul Regatul Ierusalimului, și baza de operațiuni pentru viitoarele încercări militare ale Cruciaților împotriva Mamelucilor Egipteni care la rândul lor au cucerit în mod sistematic ultimele cetăți cruciate de pe continent. Templierii din Cipru îi includeau pe Jacques de Molay, și Thibaud Gaudin, cel de-al 22-lea Mare Maestru. În timpul unei întâlniri realizate pe insulă, în toamna anului 1291, Molay a vorbit despre reforma Ordinului și s-a pus el însuși ca alternativă la actualul mare Maestru. Gaudin a murit în jurul 1292 și, cum nu erau alți candidați pentru acest post, de Molay a fost ales. În primăvara anului 1293 a început un turneu în Europa de Vest, pentru a încerca să adune mai mult sprijin pentru recucerirea Pământului Sfânt. Relațiile cu liderii europeni, cum ar fi papa Bonifaciu al VIII-lea, Eduard I al Angliei, Iacob I de Aragon și Carol al II-lea de Napoli, au avut în vedere obiectivul imediat de a consolida apărarea Ciprului și de a întări forțele templierilor. În călătoriile sale a reușit să obțină autorizație de la unii monarhi pentru exportul de bunuri în Cipru, dar nu a putut obține nici un angajament ferm pentru o nouă cruciadă.